# Menó (dirigent siracussà)
Menó, Maenon, Μαίνων (s. IV aC) fou un grec sicilià de Segesta que de molt jove va caure captiu d'Agàtocles de Siracusa i va arribar a tenir el favor del tirà. Arcàgat el jove, el net d'Agàtocles el va convèncer per entrar en una conspiració contra el vell tirà es diu que ell mateix li va posar el verí que li va provocar la mort. Arcàgat era llavors fora de Siracusa amb un exèrcit i a la ciutat es va proclamar el restabliment de la llibertat, de manera que Menó va haver de fugir al camp d'Arcagat. No trigà a eliminar el jove príncep i assolir el comandament de les forces. Amb aquestes forces, quasi tots mercenaris, i el suport dels cartaginesos, va fer la guerra als siracusans i va imposar els termes de la pau a Hicetes II, i la condició principal fou el retorn dels exiliats; després va obtenir una posició rellevant a Siracusa, però ja no torna a ser esmentat, i potser va morir o es va retirar.